# Pedro Wilfrido Garay Penayo
Pedro Wilfrido Garay Penayo (n. Minga Guazú, Alto Paraná, Paraguay, 20 de mayo de 1982) es un atleta paraguayo que especializa en carreras de larga distancia. Pertenece a la Asociación de Atletismo del Alto Paraná. En varias ocasiones, ha sido coronado campeón de maratones nacionales en Paraguay. Representó a Paraguay en el Campeonato Sudamericano de Cross Country de 2014.

## Campeonatos internacionales
| Año                    | Competencia                                      | Encuentro              | Posición               | Disciplina             | Récord                 |
| Representante Paraguay | Representante Paraguay                           | Representante Paraguay | Representante Paraguay | Representante Paraguay | Representante Paraguay |
| ---------------------- | ------------------------------------------------ | ---------------------- | ---------------------- | ---------------------- | ---------------------- |
| 2014                   | Campeonato Sudamericano de Cross Country         | Asunción               | 21                     | 12, 000                | 41:55.08               |
| 2016                   | Campeonato Sudamericano de Maratón de 2016       | Paraguay               | 8.º                    |                        | 1.12.39.40             |
| 2016                   | Campeonato Sudamericano de Media Maratón de 2016 | Asunción               | 10.º                   | 21k                    | 01.12.39               |
| 2017                   | Campeonato Sudamericano de Atletismo             | Luque                  | 9.º                    | 3.000 m obstáculos     | 10:22.28               |

## Campeonatos nacionales
| Año                    | Competencia                                          | Encuentro              | Posición               | Disciplina             | Récord                 |
| Representante Paraguay | Representante Paraguay                               | Representante Paraguay | Representante Paraguay | Representante Paraguay | Representante Paraguay |
| ---------------------- | ---------------------------------------------------- | ---------------------- | ---------------------- | ---------------------- | ---------------------- |
| 2013                   | Campeonato Nacional de Atletismo de Paraguay de 2013 | Asunción               | 2.º                    | 5, 000m                | 16.13.06               |
| 2014                   | Campeonato Nacional de Cross Country                 | Paraguay               | 6.º                    | 12, 000 m              | 42.42.33               |
| 2014                   | Campeonato Nacional de Atletismo de Paraguay de 2014 | Asunción               | 3.º                    | 5, 000m                | 15.56.38               |
| 2014                   | Campeonato Nacional de Atletismo de Paraguay de 2014 | Asunción               | 5.º                    | 10, 000 m              | 34.18.51               |
| 2017                   | Campeonato Nacional de Cross Country de Paraguay     | Asunción               | 5o                     | 10, 000 metros         | 36.51.94               |

## Títulos y reconocimientos
- Medalla de plata en el Campeonato Nacional de Mayores de 2015 (5, 000 m)[12]
- Medalla de plata en el Campeonato Nacional de Atletismo de Paraguay de 2015 (5, 000 m)[1]
- 3.er lugar en el Campeonato Nacional de Atletismo de Paraguay de 2015 (10, 000 m)[1]
- 5.º lugar en el Campeonato Nacional de Cross Country de 2015 (12, 000 m)[13]
- 3.er lugar en el Campeonato Nacional de Cross Country de 2016 (12, 000 m)[14]